# Крозби (Мисисипи)
Крозби (енгл. Crosby) град је у америчкој савезној држави Мисисипи.

## Демографија
По попису из 2010. године број становника је 318, што је 42 (-11,7%) становника мање него 2000. године.
| Група             | 2000.       | 2010.       |
| Белци             | 100 (27,8%) | 62 (19,5%)  |
| Афроамериканци    | 259 (71,9%) | 253 (79,6%) |
| Азијати           | 0 (0,0%)    | 0 (0,0%)    |
| Хиспаноамериканци | 0 (0,0%)    | 0 (0,0%)    |
| Укупно            | 360         | 318         |